# Linia kolejowa Bad Langensalza – Haussömmern
Linia kolejowa Bad Langensalza – Haussömmern – dawna lokalna jednotorowa i niezelektryfikowana linia kolejowa w kraju związkowym Turyngia, w Niemczech. Łączyła miejscowości Bad Langensalza i Haussömmern.